# كريس بريور
كريس بريور (بالإنجليزية: Chris Pryor)‏ هو لاعب هوكي الجليد أمريكي، ولد في 23 يناير 1961 في سانت بول في الولايات المتحدة.

## وصلات خارجية
- كريس بريور على موقع دوري الهوكي الوطني (الإنجليزية)
- كريس بريور على موقع قاعة مشاهير الهوكي (لاعب أن.إتش.أل) (الإنجليزية)
- كريس بريور على موقع EliteProspects.com (الإنجليزية)
- كريس بريور على موقع HockeyDB.com (الإنجليزية)
- كريس بريور على موقع Hockey-Reference.com (الإنجليزية)